# Cmentarz komunalny w Olsztynie
Cmentarz komunalny w Olsztynie – cmentarz położony w Olsztynie przy ulicy Poprzecznej, na osiedlu Podleśna. Od strony wschodniej do nekropolii przylega jezioro Pereszkowo.

## Historia
Po 1945 główną nekropolią Olsztyna był cmentarz św. Jakuba, który po wyczerpaniu się miejsc grzebalnych został ostatecznie zamknięty w 1962. Na początku lat 60. Rada Miejska podjęła decyzję o wytyczeniu miejsca, gdzie powstanie cmentarz o charakterze komunalnym. Wybór padł na teren położony na północ od ulicy Poprzecznej, parcela posiadała kształt prostokąta, który południowym, krótszym bokiem przylegał do tej ulicy. Po 1977 dodano część wschodnią, która zmniejszyła odległość cmentarza komunalnego od jeziora Pereszkowo. Główna aleja przebiega równoleżnikowo i jest prostopadła do ulicy Poprzecznej, od niej prowadzą aleje boczne o nieregularnym przebiegu. W połowie cmentarza po lewej stronie od alei głównej znajduje się kwatera kolumbariów i pole pamięci otoczone półkolistymi kwaterami z tradycyjnymi miejscami pochówków. Na cmentarz prowadzą trzy wejścia: brama główna od ulicy Poprzecznej (od południa), furta od Lasu Miejskiego (od północy) oraz furta od ulicy Erdmanowej, na wysokości ulicy Abramowskiego (od zachodu).
Od 1982 na cmentarzu odbywają się pochówki do już istniejących grobowców, ponieważ wyczerpano teren na nowe miejsca grzebalne. Funkcję głównej nekropolii od 1982 pełni cmentarz komunalny Olsztyn-Dywity.

## Pochowani na cmentarzu komunalnym
- Bublewicz Marian (1950-1993) – kierowca rajdowy. Kw. 14B-2R-7
- Burski Jerzy (1914-1979) – nauczyciel, działacz, Kw. 1-2-2+3
- Bukowski Jerzy (1929-2002) – bankowiec, prezydent Olsztyna Kw. 10A-1-1
- Czarnecki Jan (1919-1979) – generał brygady Kw. 1-2-1
- Dadlez Julian (1893-1979) – artysta malarz, oficer kampanii wrześniowej Kw. 4a-1-2
- Flis Stanisław (1902-1976) – lekarz, historyk medyczny Kw. 2-7-52
- Gotowiec Marian (1913-1973) – rektor WSR w Kortowie Kw. 16B-3-7+8
- Gulbinowicz Henryk (1923-2020) – ksiądz kardynał, były metropolita wrocławski Kw. 5-1-38
- Kalinowski Kazimierz (1906-1977) – profesor ART. Kw. 15-14-3+4
- Knosała Ryszard (1907-1945) – nauczyciel szkół polskich na Warmii. Kw. 4A-1-1
- Kruk Edwin (zm. 2017) – pisarz, poeta i dziennikarz, senator I kadencji (1989–1991)[1]
- Langowska Grażyna (1947-2009) – poseł na Sejm w 1989 r. RP i 1997 r. Kurator Oświaty, działaczka NSZZ„Solidarność” aresztowana 24.12.1981r. Kw. 10A-2-6
- Lengowski Michał (1873-1967) – działacz warmiński, poeta ludowy. Kw. 6-5-10+11
- Łobocki Józef (1946-2004) – piłkarz OKS Olsztyn, OZOS i Stomil, szkoleniowiec- trener tego klubu. Kw. 10A-1-2
- Maksymowicz Alicja (1930-2016) – dziekan Wydziału Pedagogicznego Wyższej Szkoły Pedagogicznej w Olsztynie, dyrektorka olsztyńskiej szkoły pielęgniarskiej[2] Kw. 10-7-40
- Martuszewski Edward (1921-1982) – dziennikarz, historyk. Kw. 2A-1-17
- Mucha Józef (1924-1994) – wicewojewoda olsztyński. Kw. 2A-10-12
- Oleksik Klemens (1915-1992) – poeta, prozaik, redaktor. Kw. 11B-2-6
- Olszewski Przemysław (1913-1972) – profesor, z zakresu limnologii i hydrochemii Kw. 22-1a-17
- Ostaszewski Tadeusz (1929-2017) – publicysta, dziennikarz i pisarz[3]. Kw. 22-14-19
- Pacer Kazimierz (1911-1998) – nauczyciel, działacz oświatowy. Kw. G2-1-3
- Panas Henryk (1912-1985) – prozaik, redaktor, wydawca, nauczyciel. Kw. G40-7-37
- Pawluk Tadeusz (1928-1996) – kanonik, profesor zwyczajny, infułat. Kw. 31G-1G-12
- Pimpicki Mieczysław (1913-2008) – lekarz chirurg, pionier medycyny sportowej, oficer Armii Krajowej, honorowy obywatel Olsztyna Kw. 39-1-7
- Pieniężny Seweryn- senior (1864-1905) – drukarz, redaktor, Kw. 4A-1-1
- Pieniężny Seweryn-junior (1890-1940) – wydawca, redaktor, publicysta, działacz narodowy, Kw. 4A-1-1
- Pieniężna Wanda (1897-1967) – działaczka społeczno-oświatowa, żona Seweryna – juniora. Kw. 4A-1-1
- Piotrowski Florian (1898-1973) – lekarz, chirurg, w roku 1945 utworzył Szpital Kolejowy. Kw. 36-8-1+2
- Poznański Stefan (1922-1982) – nauczyciel akademicki, poseł na Sejm, Budowniczy Polski Ludowej Kw. 2A-1-15
- Rowicki Ignacy (1888-1963) – nauczyciel, poseł na Sejm w II RP Kw. 6-3-5
- Różycki Marek (1938-2004) – prezydent Olsztyna w latach 1977-1990, z wykształcenia inż. melioracji Kw.10A-1-3
- Skok Gerard (1930-1987) – działacz polityczny, literat. Kw. 4A-5-24
- Syska Henryk (1920-2000) – publicysta, działacz oświatowy literat. Kw. 3B-1-2
- Wakar Andrzej (1920-1995) – dziennikarz, historyk, literat, wydawca. Kw. 22-R1-21
- Zientara-Malewska Maria (1884-1984) – nauczycielka, poetka, działaczka warmińska. Kw. 5B-2-10
- Żarska Natalia (1906-2001) – nauczycielka, honorowy obywatel Olsztyna. Kw. G43-9-20
- Żołnierkiewicz Julian (1931-2013) – ksiądz kanonik, wieloletni proboszcz parafii NSPJ w Olsztynie. Kw. 10A/3B/5a